# 井上町 (名古屋市)
井上町（いのうえちょう）は、愛知県名古屋市千種区の地名。丁目は設定されていない。住居表示未実施地域。

## 地理
名古屋市千種区東部に位置する。東は桜が丘、西は田代町字瓶杁、南は星ケ丘・星が丘元町、北は田代町字瓶杁に接する。

## 歴史

### 地名の由来
当地の地主であった人物の氏をその由来としている。当地が属していた田代町字瓶杁は面積が広く、明治時代の初めより井上屋敷の通称が使われていたという。幕末に藩主より当地を拝領した藩士井上某が、荒廃した土地を苦労しつつも開墾したことにより、その功績を記念したものであった。

### 沿革
- 1965年（昭和40年）3月31日 - 千種区田代町の一部により、同区井上町として成立[1]。新池東土地区画整理組合の換地処分による[4]。
- 1967年（昭和42年） - 地下鉄東山線星ヶ丘駅開業[5]。
- 1970年（昭和45年） - 井上公園開園[5]。
- 1978年（昭和53年） - 星ヶ丘マタニティ病院開院[5]。
- 1985年（昭和60年）10月27日 - 一部が星が丘元町に編入される[1]。東山東部土地区画整理組合の換地処分による[6]。

## 世帯数と人口
2019年（平成31年）1月1日現在の世帯数と人口は以下の通りである。
| 町丁   | 世帯数  | 人口  |
| ------ | ------- | ----- |
| 井上町 | 104世帯 | 167人 |

### 人口の変遷
国勢調査による人口の推移
| 1960年（昭和35年） | 24人  | [ 7 ]                         |  |
| 1965年（昭和40年） | 258人 | [ 7 ]                         |  |
| 1970年（昭和45年） | 219人 | [ 8 ]                         |  |
| 1975年（昭和50年） | 210人 | [ 8 ]                         |  |
| 1980年（昭和55年） | 166人 | [ 9 ]                         |  |
| 1985年（昭和60年） | 181人 | [ 9 ]                         |  |
| 1990年（平成2年）  | 152人 | [ 10 ] [ 要文献特定詳細情報 ] |  |
| 1995年（平成7年）  | 159人 | [ 11 ]                        |  |
| 2000年（平成12年） | 248人 | [ WEB 6 ]                     |  |
| 2005年（平成17年） | 204人 | [ WEB 7 ]                     |  |
| 2010年（平成22年） | 336人 | [ WEB 8 ]                     |  |

## 学区
市立小・中学校に通う場合、学校等は以下の通りとなる。また、公立高等学校に通う場合の学区は以下の通りとなる。
| 番・番地等 | 小学校                 | 中学校               | 高等学校 |
| ---------- | ---------------------- | -------------------- | -------- |
| 全域       | 名古屋市立星ヶ丘小学校 | 名古屋市立東星中学校 | 尾張学区 |

## 交通
- 名古屋市営地下鉄東山線 星ヶ丘駅
- 東山通（愛知県道60号名古屋長久手線）

## 施設
- 星ヶ丘駅バスターミナル[2]
- 日蓮宗蓮華寺[2]
- 井上公園[2]

1970年（昭和45年）10月15日供用開始。
- 星ヶ丘マタニティ病院[2]
- メガネの和光星ヶ丘店
- 三井住友信託銀行星ヶ丘支店

## その他

### 日本郵便
- 郵便番号 : 464-0026[WEB 3]（集配局：千種郵便局[WEB 12]）。

### WEB
1. ↑  “愛知県名古屋市千種区の町丁・字一覧”.   人口統計ラボ. 2016年1月29日閲覧。
2. 1 2  “町・丁目(大字)別、年齢(10歳階級)別公簿人口(全市・区別)”.   名古屋市 (2019年1月23日). 2019年1月23日閲覧。
3. 1 2  “郵便番号”.  日本郵便. 2019年1月6日閲覧。
4. ↑  “市外局番の一覧”.   総務省. 2019年1月6日閲覧。
5. ↑  名古屋市役所市民経済局地域振興部住民課町名表示係 (2015年10月21日). “千種区の町名一覧”.   名古屋市. 2016年1月29日閲覧。
6. ↑  名古屋市役所総務局企画部統計課統計係 (2005年7月1日). “（刊行物）名古屋の町(大字)・丁目別人口 (平成12年国勢調査) (8)千種区(第1表から第3表)” (xls). 2015年10月15日閲覧。
7. ↑  名古屋市役所総務局企画部統計課統計係 (2007年6月27日). “（刊行物）名古屋の町(大字)・丁目別人口 (平成17年国勢調査) (8)千種区(第1表から第3表）” (xls). 2015年10月15日閲覧。
8. ↑  名古屋市役所総務局企画部統計課統計係 (2012年4月22日). “（刊行物）名古屋の町(大字)・丁目別人口 (平成22年国勢調査) (8)千種区(第1表から第3表）” (xls). 2015年10月15日閲覧。
9. ↑  “市立小・中学校の通学区域一覧”.   名古屋市 (2018年11月10日). 2019年1月14日閲覧。
10. ↑  “平成29年度以降の愛知県公立高等学校（全日制課程）入学者選抜における通学区域並びに群及びグループ分け案について”.   愛知県教育委員会 (2015年2月16日). 2019年1月14日閲覧。
11. ↑  “都市公園の名称、位置及び区域並びに供用開始の期日” (2019年5月1日). 2019年11月3日閲覧。
12. ↑  郵便番号簿 平成29年度版 - 日本郵便. 2019年01月06日閲覧 (PDF)

### 書籍
1. 1 2 3  名古屋市計画局 1992, p. 731.
2. 1 2 3 4 5 6  「角川日本地名大辞典」編纂委員会 1989, p. 1464.
3. 1 2 3  名古屋市計画局 1992, p. 96.
4. ↑  名古屋市住宅都市局開発調整部区画整理課 2009, p. 69.
5. 1 2 3  「角川日本地名大辞典」編纂委員会 1989, p. 181.
6. ↑  名古屋市住宅都市局開発調整部区画整理課 2009, p. 65.
7. 1 2  名古屋市総務局企画部統計課 1967, p. 66.
8. 1 2  名古屋市総務局統計課 1977, p. 41.
9. 1 2  名古屋市総務局統計課 1986, p. 16.
10. ↑  名古屋市総務局企画部統計課 1991, p. 4.
11. ↑  名古屋市総務局企画部統計課 1996, p. 7.